# Buzen
Buzen (豊前市, Buzen-shi) és una ciutat de la prefectura de Fukuoka, al Japó.
El febrer de 2016 tenia una població estimada de 26.552 habitants. Té una àrea total de 111,17 km². L'arbre de la ciutat és el yamamomo i la flor de la ciutat és el rododendre.

## Geografia
Buzen està situada al racó est de la prefectura de Fukuoka, i fa frontera amb la prefectura d'Ōita pel sud. Pel nord-est té el mar interior de Seto. La majoria de l'àrea de la ciutat és rural. A la regió muntanyosa del sud-est de la ciutat hi destaca el mont Kubote.

## Història
Buzen fou fundada el 10 d'abril de 1955.